# Гнетовидные
Гнетови́дные (лат. Gnetóphyta) — отдел сосудистых растений, по своему жизненному циклу близких к саговникам, но имеющих более сложные репродуктивные органы и по ряду признаков приближающихся к цветковым растениям.
Гнетовидные — один из четырёх отделов современных растений, образующих надотдел Голосеменные (наряду с хвойными, гинкговидными и саговниковидными).
В состав гнетовидных входит единственный класс — Гне́товые, или Оболо́чкосеменны́е (лат. Gnetópsida, Chlamydospérmae).

## Биологическое описание

### Отличия
Три рода, относящиеся к отделу Гнетовидные, сильно отличаются друг от друга:
- Вельвичия подобна древесному пню, из верхушки которой растут два лентовидных листа;
- Гнетум внешне похож на многие двудольные древесные растения;
- Хвойник (эфедра) напоминает представителей рода Казуарина (Casuarina), у которых также имеются чешуевидные листья.

### Сходство
Несмотря на такую разницу во внешнем виде, имеется ряд признаков, по которым гнетовидные объединены в единую группу:
- особенности ветвления собраний стробилов (так называемое дихазиальное ветвление): главная ось этих собраний (которые можно рассматривать как аналоги соцветий) заканчивается стробилом, а супротивно расположенные боковые оси возрастающего порядка развиты одинаково и также заканчиваются верхушечным стробилом;
- наличие покрова вокруг стробилов, похожего на околоцветник;
- наличие сосудов во вторичной древесине;
- признаки того, что в прошлом стробилы гнетовидных были обоеполы (особенно хорошо это выражено у вельвичии);
- общие черты в строении оболочки пыльцевых зёрен;
- двусемядольные зародыши;
- супротивные листья;
- отсутствие смоляных ходов.

Некоторые из этих признаков сближают гнетовидных с другими голосеменными, некоторые — с цветковыми растениями.

## История классификации, происхождение
В 1863 году была опубликована работа английского ботаника Джозефа Хукера (Гукера), в которой он подробно описывал растение, привезённое в 1860 году с юга Анголы австрийским ботаником и путешественником словенского происхождения Фридрихом Вельвичем. Хукер делал вывод, что это растение, которое он в честь Вельвича назвал Вельвичией, находится в близком родстве с растениями родов гнетум и эфедра, относящихся к голосеменным. Сначала эти растения были объединены в единое семейство гнетовых, но более поздние исследования выявили между этими тремя родами достаточно существенные различия, а потому каждый из родов был выделен в отдельное семейство, а затем и в отдельный порядок.
Имеются различные мнения относительно места гнетовидных в системе высших растений. Обычно гнетовидные связывают с беннеттитовыми — группой голосеменных, появившейся в нижнем триасе и полностью вымершей в верхнем мелу: гнетовидные, предположительно, могли произойти непосредственно от них либо вместе с беннеттитовыми они являются потомками одной и той же более примитивной группы растений. Существует гипотеза, согласно которой предки гнетовидных были связующим звеном между голосеменными и цветковыми растениями. Исследования конца XX века показали, однако, что голосеменные, скорее всего, являются монофилетической группой, а потому гипотеза о более близком родстве цветковых и гнетовых по сравнению с родством цветковых и других голосеменных должна быть отвергнута.
Что касается положения гнетовых в системе голосеменных растений, оно остаётся неясным: достоверной информации о родственных отношениях между гнетовыми, гинкговыми, хвойными и саговниковыми пока нет.

## Порядки, семейства, роды
В класс Гнетовые входят три порядка, каждый из которых состоит из одного семейства и одного рода:
| порядок                     | семейство                                   | род                                  |
| --------------------------- | ------------------------------------------- | ------------------------------------ |
| Вельвичиевые Welwitschiales | Вельвичиевые Welwitschiaceae Markgr.        | Вельвичия Welwitschia Hook.f. (1863) |
| Гнетовые Gnetales           | Гнетовые Gnetaceae Blume, nom. cons.        | Гнетум Gnetum L.                     |
| Хвойниковые Ephedrales      | Хвойниковые Ephedraceae Dumort., nom. cons. | Хвойник Ephedra L.                   |

- Монотипный род Вельвичия (Welwitschia), состоящий из единственного вида Вельвичия удивительная (Welwitschia mirabilis). Растение с очень необычным внешним видом. Одревесневший полый стебель вельвичии, похожий на перевернутый конус, диаметр которого может быть больше метра, почти полностью погружён в песок; сверху от него отходят в противоположном направлении два листа, которые своим основанием растут на протяжении всей жизни растения (лист может достигать 8 м в длину и почти 2 м в ширину). Растение встречается в пустынях Намибии и юга Анголы.
- Род Гнетум (Gnetum). Лианы, реже кустарники или деревья, своими вегетативными органами похожие на покрытосеменные растения. Содержит 41 вид, распространенных во влажных тропических лесах Юго-Восточной Азии, Океании, Центральной Африки и Америки[4].
- Род Хвойник (Ephedra), или Эфедра. Состоит из 70 видов кустарников и полукустарников (изредка деревьев), растущих в Средиземноморье, в Азии, на западе Северной Америки и в Южной Америке. Листья чешуевидны, из-за этого представители рода похожи на хвойные растения[5].

| Вельвичия удивительная | Гнетум гнемон | Эфедра американская |